# Инаугурация Вудро Вильсона (1917)
Вторая инаугурация Вудро Вильсона в качестве Президента США и Томаса Маршалла как вице-президента США публично состоялась 5 марта 1917 года. Президентскую присягу проводил Председатель Верховного суда США Эдвард Дуглас Уайт, а присягу вице-президента принимал временный президент Сената США Уиллард Солсбери-младший.
В связи с тем, что 4 марта 1917 года выпало на воскресенье, Вильсон был приведён к присяге в частном порядке в тот день в кабинете президента в Капитолии, а его публичная инаугурация состоялась в понедельник, 5 марта. В ходе инаугурации толпы мужчин в Вашингтоне напали на женщин, пикетировавших Белый дом и требовавших, чтобы женщины получили право голоса. Освещение в прессе насилия и движения за избирательное право женщин омрачило освещение самой инаугурации.

## Галерея

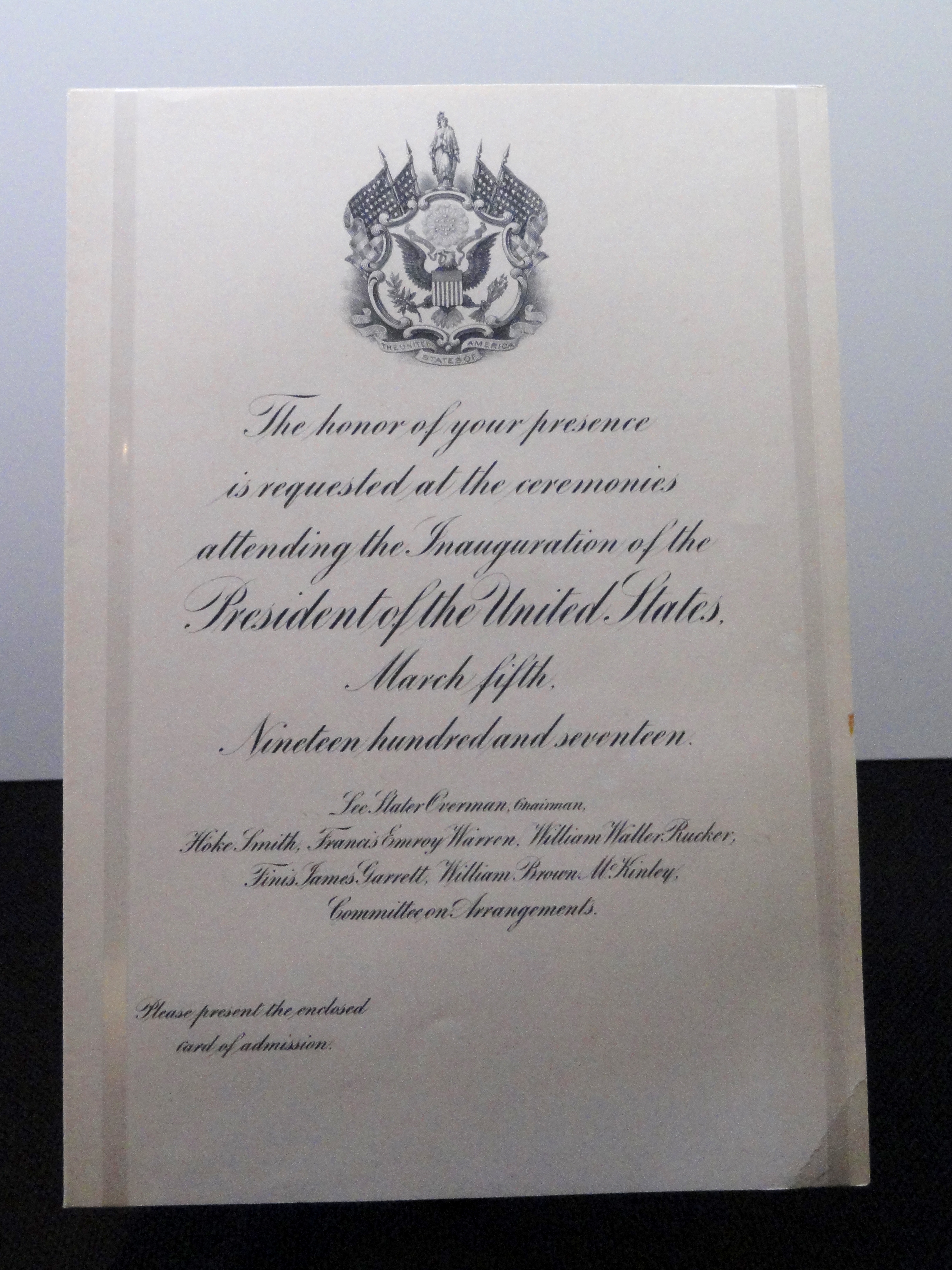
Приглашение на инаугурацию Вильсона
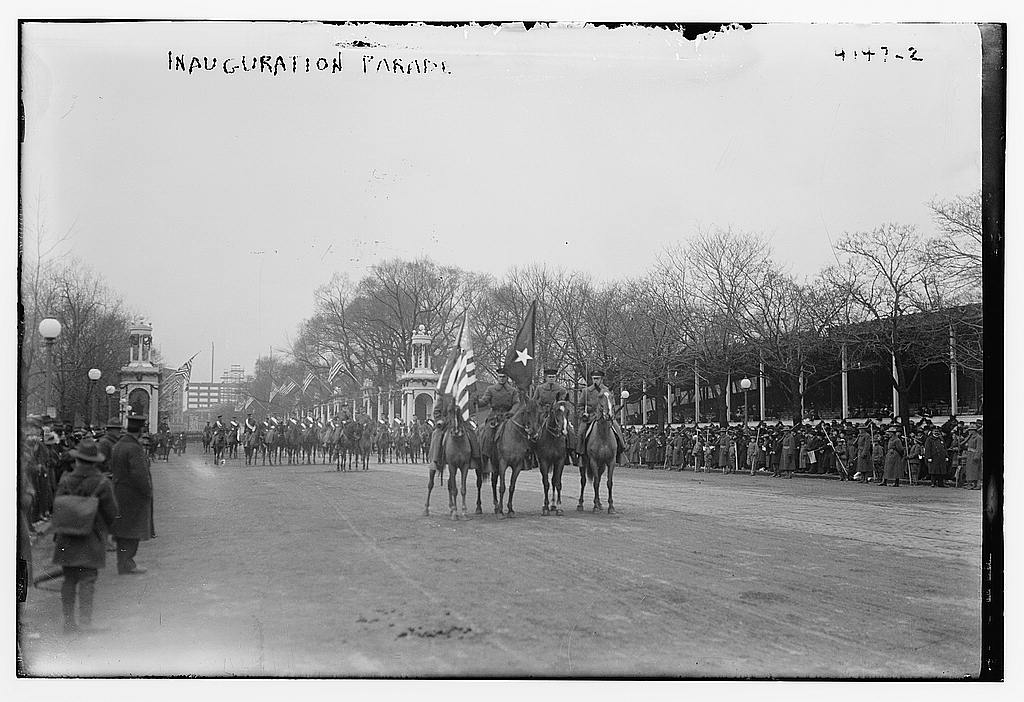
Инагугурационный парад
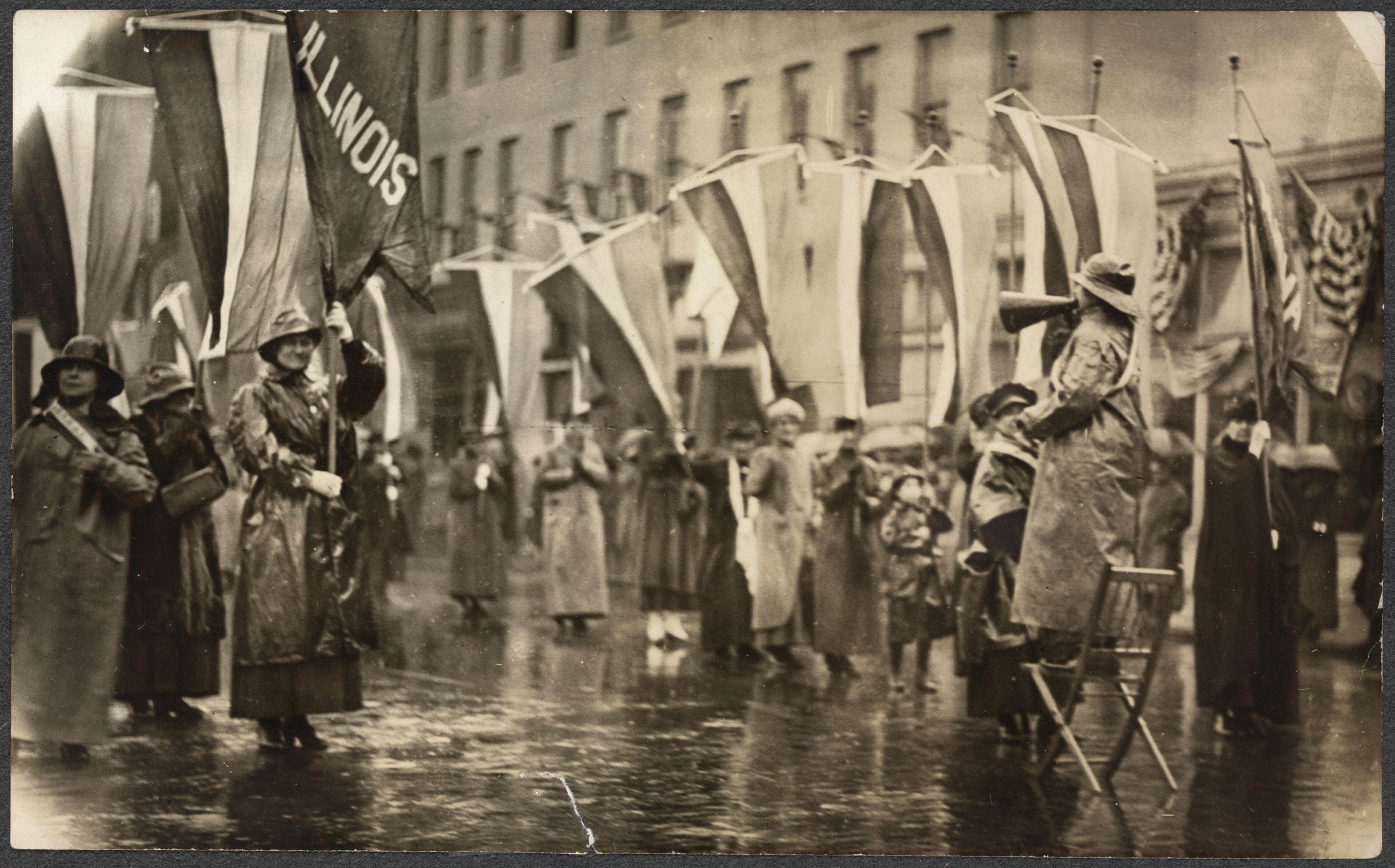
Пикет женщин у Белого дома